# Fabio Battesini
Fabio Battesini (Cappelletta, 19 febbraio 1912 – Roma, 17 giugno 1987) è stato un ciclista su strada e pistard italiano.
Professionista tra il 1930 e il 1946, vinse tre tappe al Giro d'Italia e una al Tour de France.

## Carriera
Da dilettante stabilì, l'11 ottobre 1929, il record dell'ora dilettanti, con 42,029 km.
Passato professionista con i grigi della Maino capitanati da Learco Guerra, iniziò a distinguersi come passista-velocista; nel 1930 vinse al primo anno la Coppa Del Grande, il Criterium Virgiliano a cronometro e la Coppa d'Inverno a Milano. Nel 1931 fu quarto alla Milano-Sanremo e secondo nella classifica a punti del campionato italiano su strada; vinse inoltre la terza tappa del Tour de France, da Dinan a Brest, e chiuse quarto nella prova individuale (una cronometro di 170 km) del mondiale di Copenaghen. Nella stagione successiva con la maglia della Gloria fece sua la terza tappa del Giro d'Italia, da Udine a Ferrara.
Nel 1933, rientrato alla Maino, si impose nella Milano-Mantova; l'anno seguente passò ai rosso-verdi della Legnano, e vinse la quindicesima tappa del Giro d'Italia, la Ferrara-Trieste, e la seconda tappa del Giro della Tripolitania, corsa nella colonia della Tripolitania italiana. Nel 1935 vinse il Criterium degli Assi a Cremona e il Giro della Provincia di Milano, in coppia con Learco Guerra, mentre l'anno successivo vinse la quarta tappa del Giro d'Italia, da Montecatini a Grosseto, e il Gran Premio dell'Industria, una cronometro a squadre, insieme ai compagni della Legnano Gino Bartali, Giovanni Gotti e Learco Guerra. Nel 1937 vinse, insieme ai suoi "rosso-verdi", la cronometro a squadre del Giro d'Italia a Marina di Massa. Partecipò complessivamente a nove edizioni del Giro d'Italia, dal 1930 al 1938, concludendolo quattro volte, ed a due edizioni del Tour de France, nel 1931 e nel 1933.
Nella seconda parte della carriera si dedicò soprattutto alla pista, stabilendo tre primati mondiali: quello del chilometro lanciato nel 1937 (1'01"1/5), quelli del chilometro da fermo (1'04"2/5) e dei 5 km nel 1938. Prima del ritiro vinse due volte i campionati italiani nella specialità del mezzofondo, nel 1943 e nel 1945.

## Palmarès

### Strada
- 1928 (dilettanti)

La 100 Giri di Salsomaggiore Terme
- 1930[1]

Coppa del Grande
Criterium Virgiliano (cronometro)
Coppa d'Inverno
- 1931

3ª tappa Tour de France (Dinan > Brest)
- 1932

3ª tappa Giro d'Italia (Udine > Ferrara)
- 1933

Milano-Mantova
- 1934

15ª tappa Giro d'Italia  (Ferrara > Trieste)
2ª tappa Giro della Tripolitania
- 1935

Prova su strada Giro della Provincia di Milano (con Learco Guerra)
- 1936

4ª tappa Giro d'Italia  (Montecatini > Grosseto)
- 1939[1]

Copa España - Barcellona

#### Altri successi
- 1935[1]

Criterium degli Assi - Cremona
- 1936[1]

Gran Premio dell'Industria (cronosquadre con Learco Guerra, Gino Bartali e Giovanni Gotti)
- 1937

5ª tappa, 1ª semitappa Giro d'Italia (Marina di Massa, cronosquadre)
- 1938[1]

Criterium degli Assi - Piacenza
- 1941[1]

Dietro motori di Firenze

### Pista
- 1936

Prova su pista Giro della Provincia di Milano (con Giovanni Gotti)
- 1937

Prova su pista Giro della Provincia di Milano (con Learco Guerra)
Prova dell'australiana Giro della Provincia di Milano (con Learco Guerra)
- 1943

Campionati italiani, Mezzofondo
- 1945

Campionati italiani, Mezzofondo

#### Altri successi
- 1937

Record del mondo nel chilometro lanciato, 1'01" 1/5
- 1938

Record del mondo nel chilometro da fermo, 1'04" 2/5
Record del mondo nei 5 kilometri, 6'21"

## Piazzamenti

### Grandi Giri
- Giro d'Italia

1930: 17º
1931: ritirato
1932: 33º
1933: ritirato
1934: 22º
1935: ritirato
1936: 42º
1937: ritirato
1938: ritirato
- Tour de France

1931: 30º
1933: ritirato (8ª tappa)

### Classiche monumento
- Milano-Sanremo

1930: 14º
1931: 4º
1934: 21º

### Competizioni mondiali
- Campionati del mondo

Copenaghen 1931 - In linea Professionisti: 4º